# Prise d'otages de Boudionnovsk

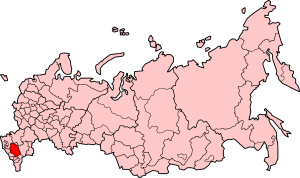
Kraï de Stavropol

La prise d'otages de Boudionnovsk a eu lieu entre le 14 et le 19 juin 1995 quand un groupe de 120 à 200 séparatistes Tchétchènes dirigés par Chamil Bassaïev attaquèrent la ville du Sud de la Russie nommée Boudionnovsk (60 000 habitants) à 110 km au Nord de la frontière de la République Tchétchène d'Itchkérie. L'attaque résulta en un cessez-le-feu entre la Russie et les séparatistes Tchétchènes et des pourparlers de paix (qui échoueront plus tard) entre la Russie et les Tchétchènes.

## Attaque initiale
Les hommes de Bassaïev entrèrent dans le kraï de Stavropol en trois camions qu'ils avaient déguisés en véhicules militaires et une voiture de police sans plaques minéralogiques. Aux environs de midi ils furent arrêtés à la sortie de Boudennovsk par une patrouille de police et reconduits au principal poste de la police pour le contrôle de papiers (ils déclarèrent qu'ils transportaient des militaires tués en Tchétchénie; en fait ils n'en avaient pas), Arrivés dans le centre-ville ils prirent d'assaut le principal poste de police et la mairie de Boudennovsk où ils hissèrent des drapeaux Tchétchènes au dessus des bureaux gouvernementaux. Ils tuèrent plusieurs civils sur le marché et dans les rues de la ville.
Après plusieurs heures les Tchétchènes regroupèrent sur la place centrale plus de 1 000 otages, avec lesquels ils prirent la route vers l'hôpital de la ville. Sur leur route ils tuèrent un civil essayant de s'enfuir de la colonne d'otages et arrivant devant l'hôpital ils fusillèrent des militaires et des policiers s'y trouvant. Au total ils prirent en otage 1 800 à 2 200 personnes (y compris les patients de l'hôpital et le corps médical, dont quelque 150 enfants et des femmes avec des nouveau-nés ou enceintes).

## La crise des otages
Bassaïev publia un ultimatum, menaçant de tuer les otages à moins que ses demandes ne soient satisfaites. Cela incluait la fin de la première guerre de Tchétchénie, et des négociations directes de la Russie avec les représentants tchétchènes. Aussi, Bassaïev demanda à ce que les autorités russes amènent des reporters sur place et les autorise à entrer dans la position tchétchène dans l'hôpital. Le président russe Boris Yeltsin jura immédiatement de faire tout ce qui était possible pour libérer les otages, dénonçant les attaques comme "sans précédent dans le cynisme et la cruauté".
Le 15 juin, comme les reporters n'arrivaient pas à l'heure convenue (17H, reportée à plusieurs reprises), 5 otages furent abattus sur ordre de Bassaïev. The New York Times cita le médecin en chef de l'hôpital disant que "plusieurs Tchétchènes choisirent cinq otages au hasard et les tuèrent pour montrer au monde qu'ils étaient sérieux dans leur demande que les troupes russes quittent leurs terres." Les journalistes vinrent à 20 heures passées.
Après 3 jours de siège, les autorités russes ordonnèrent aux forces de sécurités de reprendre l'hôpital de force. Les troupes employées étaient la police du MVD ("militsia") et les troupes internes, de même que les spetsnaz (forces spéciales) du Service fédéral de sécurité (FSB), incluant le groupe d'élite Alfa. La force d'intervention attaqua l'hôpital à l'aube du quatrième jour, faisant face à une résistance féroce. Après plusieurs heures de combat au cours desquelles plusieurs otages furent tués par des tirs croisés, un cessez-le-feu local fut convenu et 160 otages furent libérés par Bassaev.
Une seconde attaque russe sur l'hôpital échoua, et la troisième de même, résultant en encore plus de pertes. Les autorités russes accusèrent les Tchétchènes d'utiliser les otages comme des boucliers humains. Le conseiller aux droits de l'homme de Sergueï Kovalev décrivit la scène : « En une demi-heure l'hôpital brûlait, et ce n'est que le lendemain matin que nous découvrîmes ce qui s'était passé là-bas suite aux affrontements. Je vis de mes propres yeux des morceaux de chair humaine collés sur les murs et au plafond et des corps brûlés... ».

## La Résolution de la crise
Le 18 juin, les négociations entre Bassaïev et le premier ministre Russe Viktor Tchernomyrdine menèrent à un compromis qui devint un tournant dans la première guerre de Tchétchénie. En échange de la libération des otages, la Russie accepta de stopper les actions militaires en Tchétchénie et de commencer les négociations.
Citations du gouvernement de la fédération Russe :

« Pour relâcher les otages qui sont retenus à Boudionnovsk, le gouvernement de la fédération Russe:
1. Garantit un arrêt immédiat des opérations et des bombardements sur le territoire de la Tchétchénie à partir du 19 Juin 1995 à 5 heures du matin. En parallèle, tous les enfants, femmes, personnes âgées, malades et blessés qui ont été pris en otage, devront être libérés.
2. Nomme une délégation, autorisée à négocier les termes du règlement pacifique du conflit en Tchétchénie, avec V. A. Mihailov en tant que dirigeant et A. I. Volsky en tant que député. Les négociations commenceront dès le 18 juin 1995, dès que la délégation arrivera à Grozny. Tous les autres problèmes, incluant une question de retrait des forces armées, seront résolus pacifiquement à la table des négociations.
3. Après la libération de tous les otages, nous procurerons à Ch. Bassaïev et son groupe des moyens de transport et sécuriserons leur trajet de la scène jusqu'au territoire Tchétchène.
4. Nous déléguons les représentants autorisés du gouvernement de la fédération Russe A. V. Korobeinikov et V. K. Medvedickov pour transmettre ce message à Ch. Bassaïev. »

— Premier Ministre de la fédération Russe - V. S. Tchernomyrdin - 18 juin 1995 - 20:35
La libération des otages fut spécialement irritante par la décision de Boris Yeltsin de laisser les rebelles partir librement. Pendant ce temps celui-ci partit au G7  à Halifax au Canada. Après la réunion avec Yeltsin, le G7 condamna la violence des deux belligérants du conflit Tchétchène. Quand il fut interrogé à propos de la crise par un journaliste, Yeltsin dénonça les rebelles comme "Des bandits frénétiques avec des bandeaux noirs" (″Это оголтелые бандиты, понимаешь, с чёрными повязками″).
Le 19 juin, la plupart des otages furent relâchés. Le groupe de Bassaïev, avec 120 otages volontaires (dont 16 journalistes et neuf députés du Douma d'État), voyagèrent sans encombre jusqu'au village de Zandak, en Tchétchénie, proche de la frontière avec le Daghestan. Les otages restant furent libérés; Bassaïev, accompagné de quelques journalistes, alla au village de Dargo, où il fut accueilli en héros.
L'attaque est clairement vue comme un tournant dans la guerre. Elle remonta le moral des séparatistes Tchétchènes, choqua le public Russe, discrédita le gouvernement Russe. Les négociations initiées donnèrent aux preneurs d'otages le temps indispensable pour se reposer et se réarmer. Jusqu'à la fin du conflit, les forces Russes ne reprirent jamais l'avantage.

## Victimes et dégâts
D'après les chiffres officiels, 129 civils furent tués et 415 blessés au cours de toute l'attaque (dont 18 mourront plus tard de leurs blessures). Cela inclut au moins 105 otages morts. Toutefois, d'après une estimation indépendante, on estime que 166 otages furent tués et 541 blessés durant l'attaque des forces spéciales contre l'hôpital. Au moins 11 officiers de police Russe et 14 soldats furent tués. Un rapport soumis au Conseil de l'Europe annonce que 130 civils, 18 policiers et 18 soldats furent tués, et plus de 400 personnes blessées. 
Plus de 160 bâtiments de la ville furent détruits ou endommagés, incluant 54 bâtiments municipaux et 110 maisons privées. Plusieurs des anciens otages souffrirent de traumatisme psychologique et furent traités au nouveau centre de Boudionnovsk. 

## Conséquences politiques
La gestion de Boudionnovsk fut perçue comme inappropriée par beaucoup de Russes. La Douma, la chambre basse du Parlement Russe vota une motion de censure à 241 voix contre 72. Néanmoins elle fut perçue comme purement symbolique, et le gouvernement ne démissionna pas. Tout de même, la débâcle coûta à Stepachine et au ministre de l'intérieur Viktor Yerin leurs postes; ils démissionnèrent le 30 juin 1995.
Les forces de Bassaïev souffrirent de 11 pertes et une disparition; la plupart des corps furent ramenés en Tchétchénie dans un camion réfrigéré. Dans les années qui suivirent la prise d'otages, plus de 30 attaquants qui avaient survécu furent tués, dont Aslambek Abdulkhadzhiev en 2002 et Chamil Bassaïev en 2006, et plus de 20 furent condamnés par la cour de justice de Stavropol à différentes peines de prison. 